# Олденбург
Вижте пояснителната страница за други значения на Олденбург.
Олденбург (на немски: Oldenburg) е град във федерална провинция Долна Саксония, Германия. Намира се в западната част на провинцията между градовете Бремен и Гронинген. Разположен е на 4 метра надморска височина. Покрай града минават аутобаните А28, А29 и А293.
Площта на Олденбург е 102,98 км², населението към 31 декември 2010 г. – 162 173 жители, а гъстотата на населението – 1575 д/км².